# 鈴木茂 (歴史学者)
鈴木 茂（すずき しげる、1956年10月- ）は、日本の歴史学者。専門はブラジル近現代史。名古屋外国語大学世界共生学部教授、東京外国語大学名誉教授。歴史学研究会編集長。

## 略歴
- 1979年　東京外国語大学外国語学部ポルトガル・ブラジル語学科卒業
- 1981年  東京外国語大学大学院地域研究研究科修士課程修了
- 1983年 一橋大学大学院社会学研究科博士後期課程中退
- 1983年　東京外国語大学外国語学部 助手
- 1988年　同 講師
- 1994年　同 助教授
- 2001年　同 教授
- 2003年　東京外国語大学生協理事長[1]
- 2009年　東京外国語大学総合国際学研究院国際社会部門 教授（大学院重点化に伴う配置換え）
- 2015年　歴史学研究会編集長
- 2019年　東京外国語大学定年退職、同名誉教授、名古屋外国語大学世界共生学部教授

## 研究業績
- 「奴隷への郷愁━ジョアキン・ナブーコの奴隷制廃止運動」西川長夫・原毅彦（編）『ラテンアメリカからの問いかけ』（人文書院） 、145-170ページ、2000年
- 「語りはじめた『人種』━ラテンアメリカ社会と人種概念」清水透（編）『＜南＞から見た世界5　ラテンアメリカ』（大月書店） 、13-40ページ、1999年
- 「黒人問題」の発見-ブラジルから見た帝国意識 、『帝国意識の解剖学』世界思想社(共著) 、227-256、1999年

## 訳書
- シッコ・アレンカール, ルシア・カルピ, マルクス・ヴェニシオ・リベイロ『ブラジルの歴史――ブラジル高校歴史教科書』（明石書店, 2003年）
- ジルベルト・フレイレ『大邸宅と奴隷小屋――ブラジルにおける家父長制家族の形成（上・下）』（日本経済評論社, 2005年）
- ボリス・ファウスト『ブラジル史』（明石書店, 2008年）